# IC 3052
IC 3052 ist eine elliptische Zwerggalaxie vom Hubble-Typ dE2 mit aktivem Galaxienkern im Sternbild Jungfrau an der Ekliptik. Sie ist schätzungsweise 35 Millionen Lichtjahre von der Milchstraße entfernt und hat einen Durchmesser von < 5.000 Lichtjahren. Unter der Katalognummer VCC 93 wird sie als Mitglied des Virgo-Galaxienhaufens gelistet.

Im selben Himmelsareal befinden sich u. a. die Galaxien IC 3041, IC 3046, IC 3047, IC 3060.
Das Objekt wurde am 7. Mai 1904 von Royal Harwood Frost entdeckt.